# Лемінг (Техас)
Лемінг (англ. Leming) — переписна місцевість (CDP) в США, в окрузі Атаскоса штату Техас. Населення — 841 особа (2020).

## Географія
Лемінг розташований за координатами 29°4′6″ пн. ш. 98°28′20″ зх. д. / 29.06833° пн. ш. 98.47222° зх. д. (29.068341, -98.472227).  За даними Бюро перепису населення США в 2010 році переписна місцевість мала площу 12,51 км², уся площа — суходіл.

## Демографія
Згідно з переписом 2010 року, у переписній місцевості мешкало 946 осіб у 310 домогосподарствах у складі 235 родин. Густота населення становила 76 осіб/км².  Було 349 помешкань (28/км²).
Расовий склад населення:
| - 78,8 % — білих - 0,7 % — чорних або афроамериканців - 0,4 % — корінних американців - 17,9 % — осіб інших рас |

До двох чи більше рас належало 2,2 %. Частка іспаномовних становила 80,4 % від усіх жителів.
За віковим діапазоном населення розподілялося таким чином: 32,2 % — особи молодші 18 років, 57,8 % — особи у віці 18—64 років, 10,0 % — особи у віці 65 років та старші. Медіана віку мешканця становила 31,0 року. На 100 осіб жіночої статі у переписній місцевості припадало 109,3 чоловіків;  на 100 жінок у віці від 18 років та старших — 110,9 чоловіків також старших 18 років.
Середній дохід на одне домашнє господарство  становив 41 251 долар США (медіана — 32 143), а середній дохід на одну сім'ю — 46 748 доларів (медіана — 38 167). За межею бідності перебувало 31,5 % осіб, у тому числі 48,4 % дітей у віці до 18 років та 18,4 % осіб у віці 65 років та старших.
Цивільне працевлаштоване населення становило 222 особи. Основні галузі зайнятості: будівництво — 40,1 %, роздрібна торгівля — 12,2 %, освіта, охорона здоров'я та соціальна допомога — 11,7 %.